# Segunda Revolta do Cantão

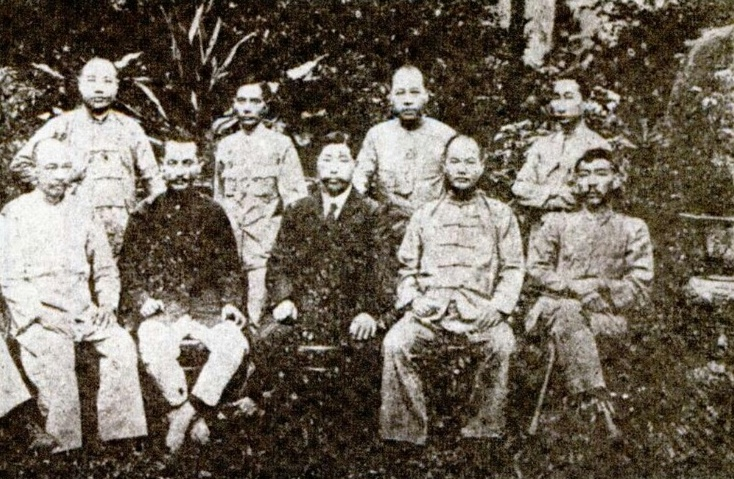
Angariação de fundos em Ipoh da Malásia britânica para a revolta, c. 1911.

A Segunda Revolta de Guangzhou (Cantão), conhecida em chinês como Revolta do Monte das Flores Amarelas ou Revolta de Guangzhou Xinhai, foi uma revolta fracassada ocorrida na China liderada por Huang Xing e seus companheiros revolucionários contra a dinastia Qing em Cantão (Guangzhou).

## História
Nessa época, a Malásia, que incluía o que hoje é a Península da Malásia e Cingapura, tinha a maior população chinesa no exterior fora da própria China. Muitos deles eram ricos e realizavam atividades para os revolucionários. Em 13 de novembro de 1910, Sun Yat-sen, junto com várias figuras importantes do Tongmenghui, se reuniram na conferência de Penang para traçar planos para uma batalha decisiva. No dia seguinte, 14 de novembro de 1910, Sun Yat-sen presidiu uma Reunião de Emergência do Tongmenghui e levantou recursos financeiros. Os eventos de planejamento são conhecidos como a Conferência de Penang de 1910. Originalmente planejado para ocorrer em 13 de abril de 1911, os preparativos em 8 de abril não correram como planejado, atrasando a data para 27 de abril.
Huang Xing e quase uma centena de companheiros revolucionários invadiram a residência do vice-rei Qing das províncias de Guangdong e Guangxi. A revolta foi inicialmente bem-sucedida, mas os reforços Qing transformaram a batalha em uma derrota catastrófica. A maioria dos revolucionários foi morta, apenas alguns conseguiram escapar. Huang Xing foi ferido durante a batalha; ele perdeu um dedo ao ser atingido por uma bala. 86 corpos foram encontrados (mas apenas 72 puderam ser identificados), e os corpos de muitos outros não foram encontrados. Os mortos eram em sua maioria jovens nacionalistas e revolucionários com todos os tipos de origens sociais - ex-alunos, professores, jornalistas e patriotas chineses ultramarinos. Alguns deles eram de alto escalão na Aliança. Antes da batalha, a maioria dos revolucionários sabia que a batalha provavelmente seria perdida, já que eles estavam em grande desvantagem numérica, mas eles foram para a batalha de qualquer maneira. A missão foi realizada como a de um esquadrão suicida. Suas cartas para seus entes queridos foram encontradas mais tarde.

## Legado
Os mortos foram enterrados juntos em um túmulo no "monte de flores amarelas", um monte perto de onde eles lutaram e morreram, que deu nome ao levante. Após a revolução chinesa, um cemitério foi construído no monte com os nomes desses 72 nacionalistas revolucionários. Eles foram comemorados como os "72 mártires". Alguns historiadores acreditam que a revolta foi uma causa direta da revolta de Wuchang, que eventualmente levou à Revolução de Xinhai e à fundação da República da China (1912–1949). Entre os mártires que se sacrificaram estava o revolucionário Lin Chueh-min.